# Mendillorri
Mendillorri és un barri de la ciutat de Pamplona, capital de la Comunitat Foral de Navarra. Té una població d'11.534 habitants (cens de 2008). Està situat a l'est de Pamplona, a 1,6 kilòmetres del centre. Limita al nord amb Lezkairu i Burlada, al sud amb Mutiloagoiti (Aranguren), i a l'est amb Badoztain (Eguesibar).

## Història
Al començament dels anys 90 del passat segle, es va començar a construir el nou barri, llavors lloc pertanyent a l'Ajuntament d'Eguesibar, sobre terrenys propers a un petit palau d'origen medieval. A partir de 1995 Mendillorri es va unir a Pamplona. En un referèndum no vinculant la població d'aquest barri va decidir que aquesta era la millor opció administrativa, les altres dues opcions eren seguir pertanyent a la vall de *Egües o constituir-se en municipi propi.
En primer lloc, es va concebre com un nucli de població en dues parts, a un costat i a l'altre de l'antiga carretera que, travessant el terme de Mendillorri, portava fins a Badoztain i altres petits pobles propers.
Es va crear amb això un barri doble (Mendillorri Alto i Mendillorri Bajo), emplaçat al peu del pujol i sobre aquesta, en pomes de quatre altures de mitjana i amb zones lliures interiors formant petites placetes entre els blocs. Entre ambdues parts, existeix una àmplia zona verda en la qual s'ha conservat el palau esmentat.
La urbanització de Mendillorri és un dels projectes més ambiciosos en termes urbanístics desenvolupats a Espanya durant la dècada dels 90. El seu objectiu consistia a dissenyar un espai per a habitatges protegits pel Govern de Navarra en un àmbit urbà atractiu. Es tracta d'un barri residencial de fàcil accés.
D'acord amb el cens de l'any 2008 viuen en aquest barri entorn d'11.500 habitants en una superfície de 875.000 m². L'any 2016 el padró baixa als 11.179 habitants.

## Comunicacions
Línies del Transport Urbà Comarcal que comuniquen el barri amb la resta de la ciutat i la Conca de Pamplona.
| Línia    | Trajecte                        | Horari        | Freqüència |
| -------- | ------------------------------- | ------------- | ---------- |
| Línia 12 | Ermitagaña - Mendillorri        | 06:30 - 22:30 | 10´        |
| Línia N6 | Cortes de Navarra - Mendillorri | 23:00 - 0:00  | 30´        |